# Троїцький Скит (селище)
Троїцький Скит (рос. Троицкий Скит) — селище в Арзамаському районі Нижньогородської області Російської Федерації.
Населення становить 47 осіб. Входить до складу муніципального утворення Шатовська сільрада.

## Історія
Від 2009 року входить до складу муніципального утворення Шатовська сільрада.

## Населення
| 2010 |
| ---- |
| 47   |